# Goldsboro, North Carolina
Goldsboro är administrativ huvudort i Wayne County i North Carolina. Orten har fått sitt namn efter järnvägsingenjören Matthew Goldsborough. Enligt 2010 års folkräkning hade Goldsboro 36 437 invånare.
Seymour Johnson Air Force Base är belägen i utkanten av staden.

## Kända personer från Goldsboro
- Curtis Hooks Brogden, politiker
- Mark O'Meara, golfspelare